# Fiera di Sant'Alessandro
La fiera di sant'Alessandro è stato un importante punto di traffici e scambi commerciali che si svolgevano sul prato di sant'Alessandro dal X secolo, dal 22 agosto fino all'8 di settembre, periodo in cui cadeva la festa di Alessandro di Bergamo - da qui il nome - e che si trovava nella parte bassa della città di Bergamo richiamando ogni anno commercianti e avventori da località lontane, mentre il periodo restante era prato da pascolo per il bestiame.

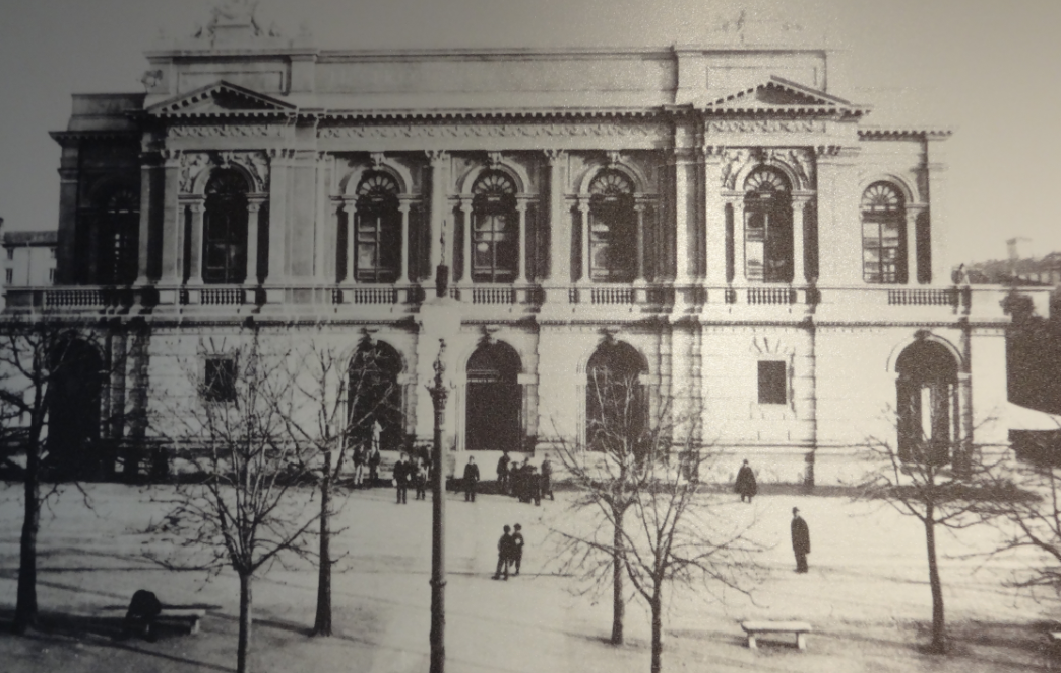
Teatro Donizetti-1897

La fiera subì un forte declino alla metà del XIX secolo, quella che venne ripresa nel 2003 ha un aspetto prettamente agricolo, con esposizioni zootecniche, macchine agricole, prodotti enogastronomici e innovazioni sempre relative al mondo dell'agricoltura, che vogliono riportare l'attenzione al mondo contadino e la sua valorizzazione. La fiera è allestita a Bergamo in via Lunga Bergamo.

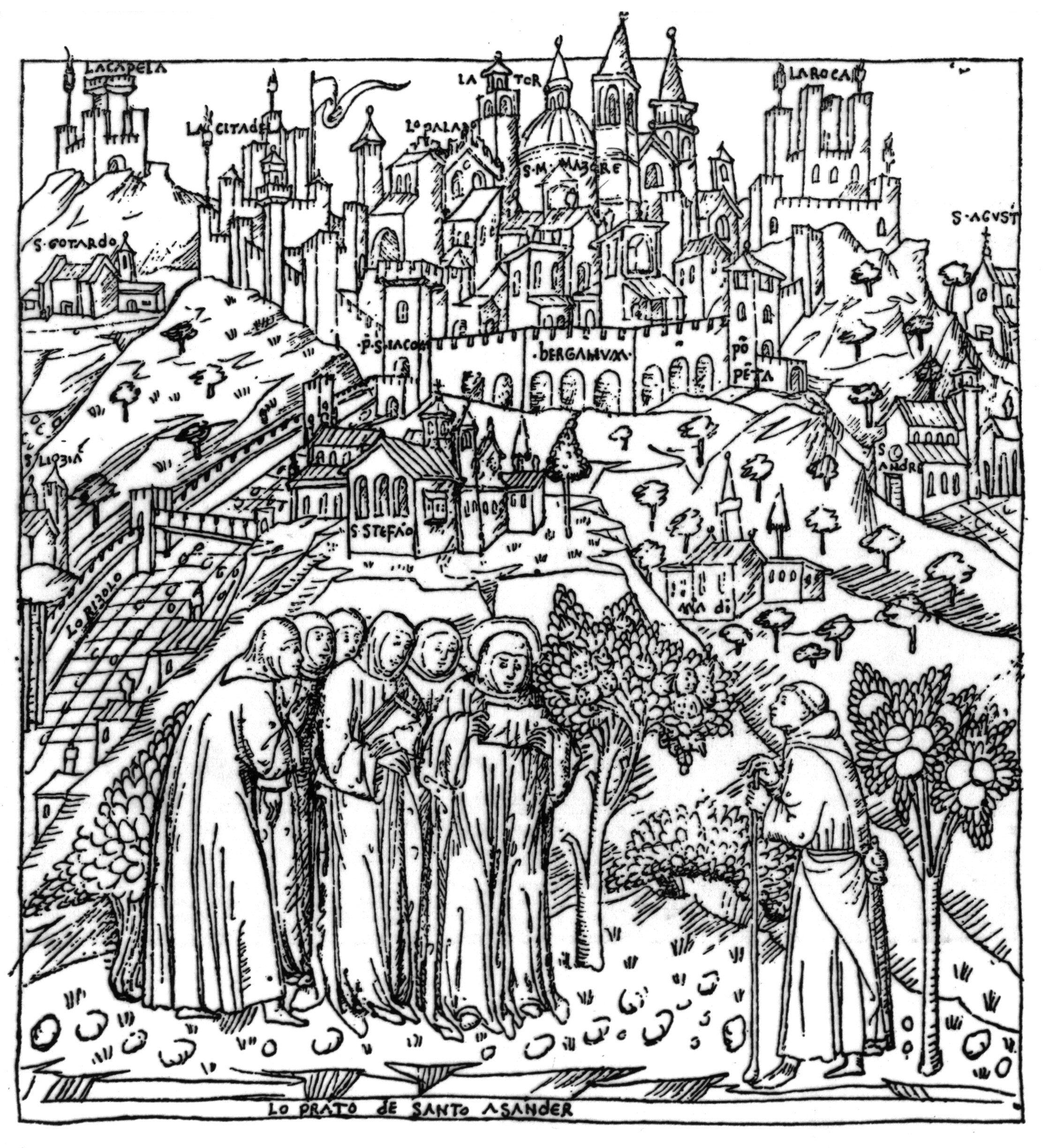
Sandro Angelini - Prato di sant'Alessandro. Vista di Bergamo, con la città alta sullo sfondo

## Posizione
I primi abitanti di Bergamo si stanziarono su sette colli, li urbanizzarono e si circondarono da mura per proteggersi dagli attacchi che potevano arrivare dalla pianura, solo nei secoli successivi nella parte sotto le mura, anche per mancanza di spazio, si formò una nuova zona della città abitata da artigiani, commercianti e contadini. 

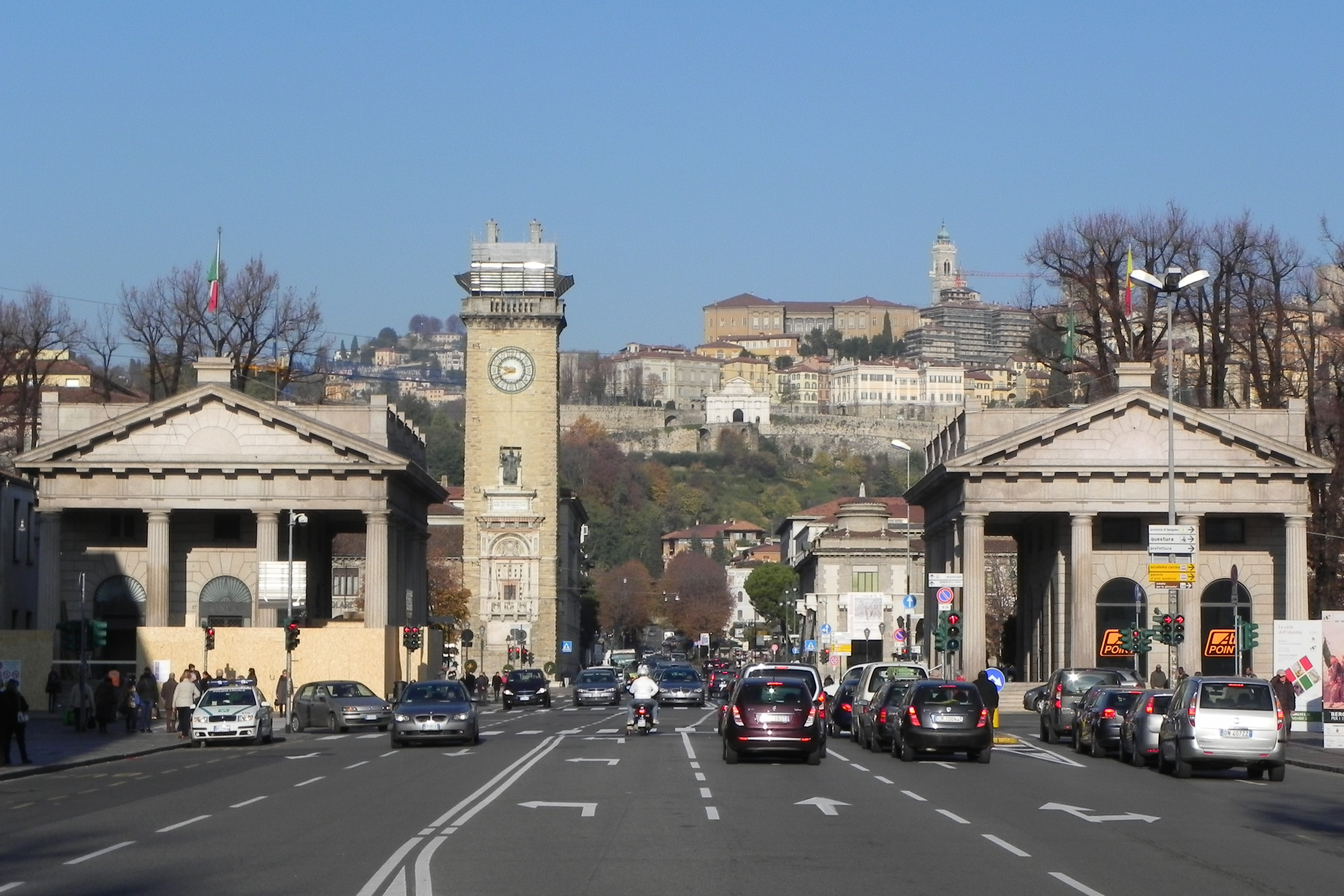
Bergamo, Porta Nuova

Un grande prato separava le due parti, quella nobile da quella della plebe, chiamato di sant'Alessandro o del Rasullo o Rasulo (rasato, incolto). In questa parte che, nell'odierna città, va da via Borfuro dove c'è il Palazzo di Giustizia e la chiesa dei Santi Bartolomeo e Stefano sul Sentierone fino al Monastero Matris Domini e a nord con l'antico ospedale di San Marco un tempo si estendeva il grande prato che annualmente veniva occupato da commercianti e acquirenti e che portava ogni anno dal 22 agosto all'8 settembre numerosi avventori e commercianti.

Secondo lo storico Elia Fornoni la zona doveva presentarsi apparentemente confusionale
 […] 'aspetto di questa manifestazione doveva apparire meraviglioso per l'apparente confusione che regnava fra quelle innumerevoli baracche riboccanti di merci le più svariate e rare per la moltitudine di gente che vi concorreva, vestite in tante fogge diverse. Ma la disposizione dei baraccamenti non doveva essere lasciata all'arbitrio di chi ne usava: essa seguiva un piano stabilito

Per accogliere questo evento si erano costruiti casotti in legno per i venditori e monasteri e ospedali per accogliere i visitatori.
Una tresanda, posta da un capo all'altro del Prato, era occupata da merzarii milanesi, un'altra da mercanzie di panni, l'altra appresso di sarze e buratti, un'altra da spalliere e schiavine, un'altra da corami e calzaroli, un'altra da corde ed altre cose di stoppa e per ogni cantone di queste tresande vi erano banchieri e speziari. Dietro queste tresande seguivano molte altre botteghe con ordine bellissimo d'olii e saponi, e pellizzari, e bastai, e appresso si erano accomodati li grassinari con molti banchi dispersi, Nella strada pubblica, che guida dal Bordo S. Antonio a S. Leonardo, vi erano molte osterie, dietro alle quali si trovavano i lavezzari sotto tende e appresso a loro una grandissima copia di ferrari con botteghe di tavole, dopo le quali si faceva il mercato dei cavalli- Relazione del 1591

## Storia
Nell'899 Berengario I donò al vescovo Adalberto, per i favori ricevuti, una parte della curtis regia di Murgula che era  e i diritti sulla fiera di sant'Alessandro, questo è il primo documento che fa riferimento alla fiera. Il vescovo cedette i diritti ai monaci di San Vincenzo nel 911 per garantire il loro sostentamento. Nuovamente indicato nel 996 in un lascito di Lanfranco da Grandiniano di un terreno per la chiesa di San Vincenzo, con l'obbligo di pagare con i ricavati del terreno, gli addetti alla preparazione della fiera o mercato. Inizialmente si trattava, infatti, di un mercato settimanale attivo di sabato. 

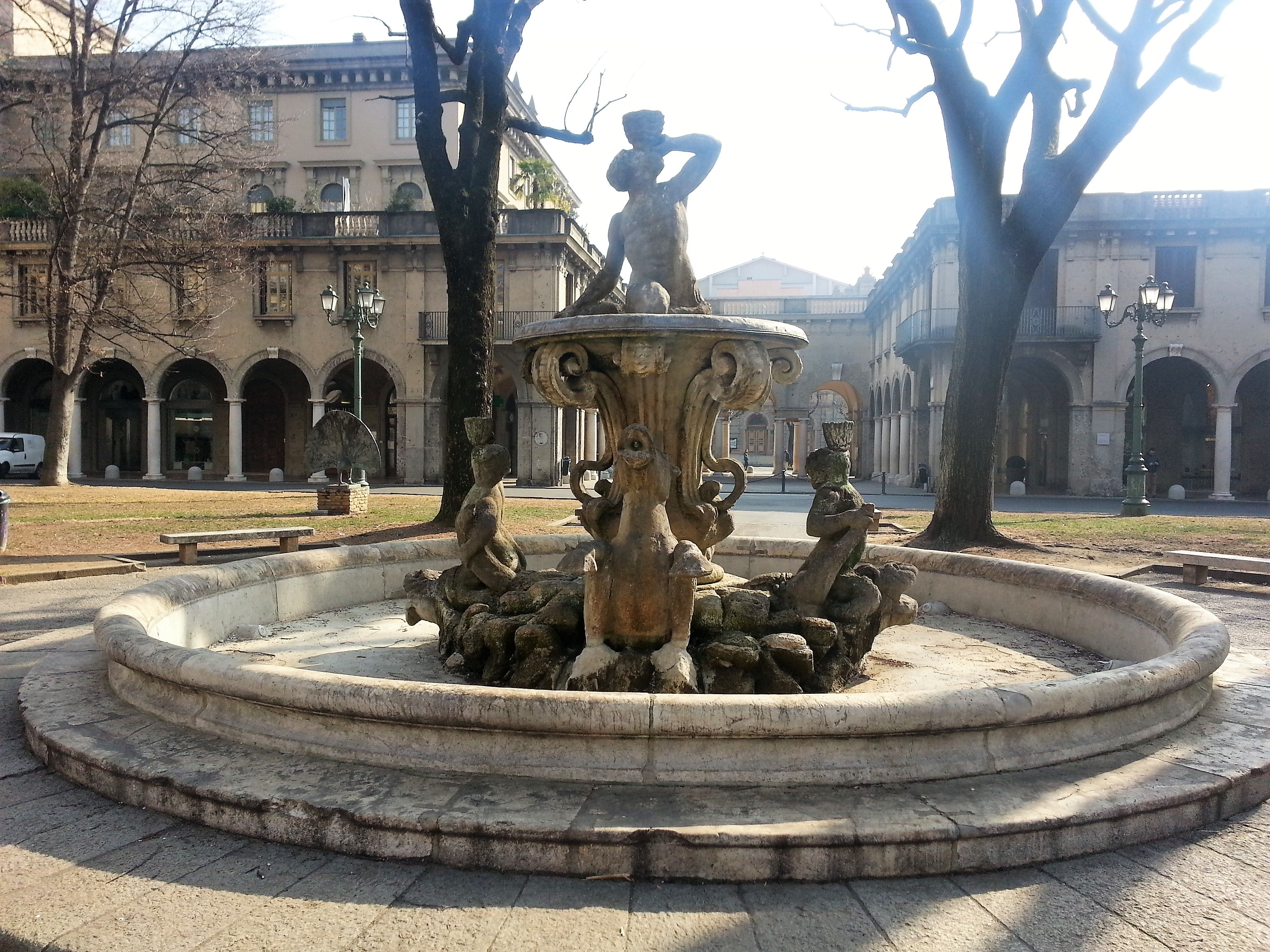
Fontana progettata da Giovann Battista Caniana

Nel 1428, con l'arrivo del dominio veneto, i monaci dovettero cedere al comune i diritti sulla fiera e l'amministrazione, nel 1475, donerà parte del prato per la costruzione dell'ospedale di santa Maria e san Marco che doveva riunire gli undici ospedali della città.

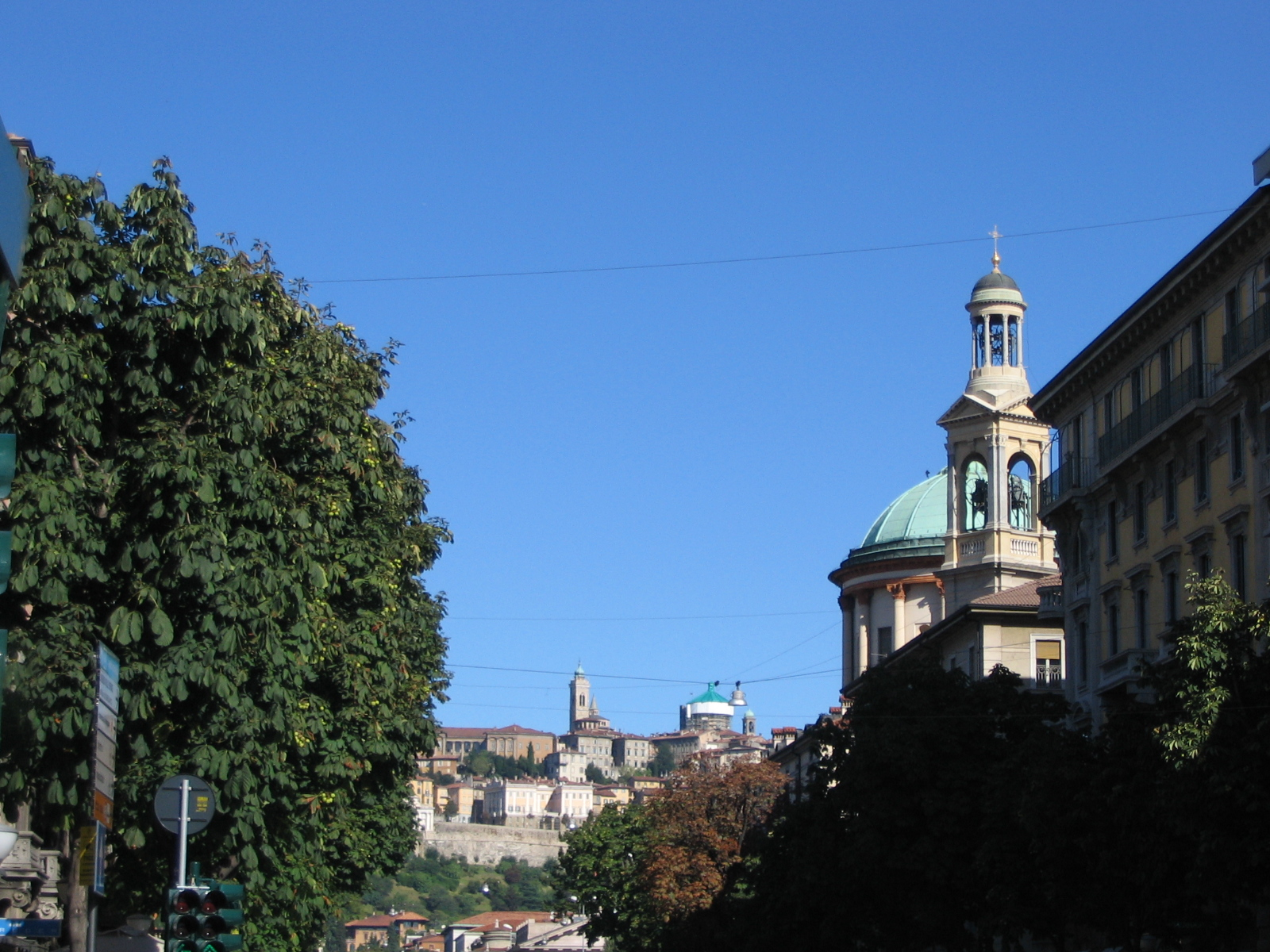
Sentierone

Serve considerare la posizione geografica strategica della città, che pur essendo territorio gestito da Venezia, si trovava confinante con la Milano spagnola, con le strade che collegavano alle valli, con la Svizzera attraverso la Via Priula, serve anche ricordare che gli svizzeri valdesi fuggiti per motivi religioni erano ben accetti nella città, tutto questo favorì uno sviluppo di presenza e di commercio molto importante. 
La fiera godeva di esenzione dai dazi nel periodo dal 22 al 30 agosto di ogni anno già dal 1476, esenzione confermata nel 1569 quando viene indicato il permesso di vendita di qualsiasi tipo di mercanzia sia di merci che di animali. Questo privilegio risulta essere confermato ancora nel 1574 e 1583 con l'esclusione di quelle vendite chiamate “baratteria”, cioè quelle vendite fatte attraverso il gioco di carte o lotterie o dati che portavano a frodi. Tutto questo portò a una cambiamento delle tasse, tanto che furono esentate solo le merci invendute così come gli animali, perché queste esenzioni creavano un danno erariale alla città.

Sulla zona erano stati costruiti casotti in legno che dovevano accogliere la merce e le famiglie dei venditori, nel 1596 ne sono documentati presenti 200, ma essendo in legno, dove si viveva e dove si accendevano fuochi che erano facilmente causa di incendi, capitava di frequente che questi incendi causassero gravi danneggiamenti. Quello che rimane maggiormente documentato, occorse la notte tra il 24 e il 25 agosto del 1591, a soli due giorni dell'apertura della fiera. Il fuoco era divampato nella bottega dello speziale Tommaso Orio, e rapidamente, alimentato dal vento caldo estivo, intaccò i casotti che essendo di legno subito s'infiammarono e con loro anche le mercanzie. I mercanti furono derubati anche delle poche merci che si erano salvate. Si calcolò un danno di circa seicentomila scudi d'oro. Per fermare il vandalismo fu emesso un bando che obbligava a consegnare tutta la merce recuperata presso l'ospedale di San Marco. Anche il vescovo intimò la scomunica a chi fosse stato preso in flagranza di reato. Risulterebbe che un ladro trovato con la refurtiva fu immediatamente impiccato.
[…] ritrovandosi uno sbirro detto il todesco che con altri calavano mercantie per le mura dei Borghi per fugarle, il giorno seguente fu impiccato e un altro habbe buona corda, né confessando fu assolto.
 Erano quelli anni di grande carestia.  Il 16 settembre 1590 è documentata la presenza di tremila cittadini che, causa la fame, salirono a protestare in piazza Vecchia di fronte al palazzo del Podestà. Furono distribuito pane e sacchi di farina ma furono processati i dimostranti, alcuni espulsi e altri messi a servizio sulle galee venete.
Per ovviare il ripetersi di altri incendi, nel 1730, vennero costruite nuove strutture in pietra. Nel 1740 venne eretto un edificio quadrato con quattro torrette ai lati come sedi istituzionali, edificio che riusciva a contenere 740 botteghe, aveva dodici ingressi e al centro una piazza con la fontana del Tritone progettata da Giovan Battista Caniana e Antonio Callegari, che si trova ancora presente in piazza Dante, ed è chiamata fontana di fiera.  Sulla piazza si esibivano artisti e giullari che intrattenevano gli avventori.
Il XVIII secolo vide un afflusso di persone fino ad essere contate sedicimila, che portarono a creare oltre all'esposizione anche feste, spettacoli, concerti, intrattenimenti circensi e processioni religiose, con la necessità di creare altre strutture provvisorie, come giostre e tende per i burattini, il tiro a segno e molte altre meraviglie. Questo forte affluire di persone durò fino alla fine del XIX secolo, fotografie conservate presso la Biblioteca Angelo Mai e conservate presso abitazioni private, testimoniano quanto fosse importante e frequentata la fiera, piccoli filmati di immagini in movimento venivano proiettati nei giorni della fiera.

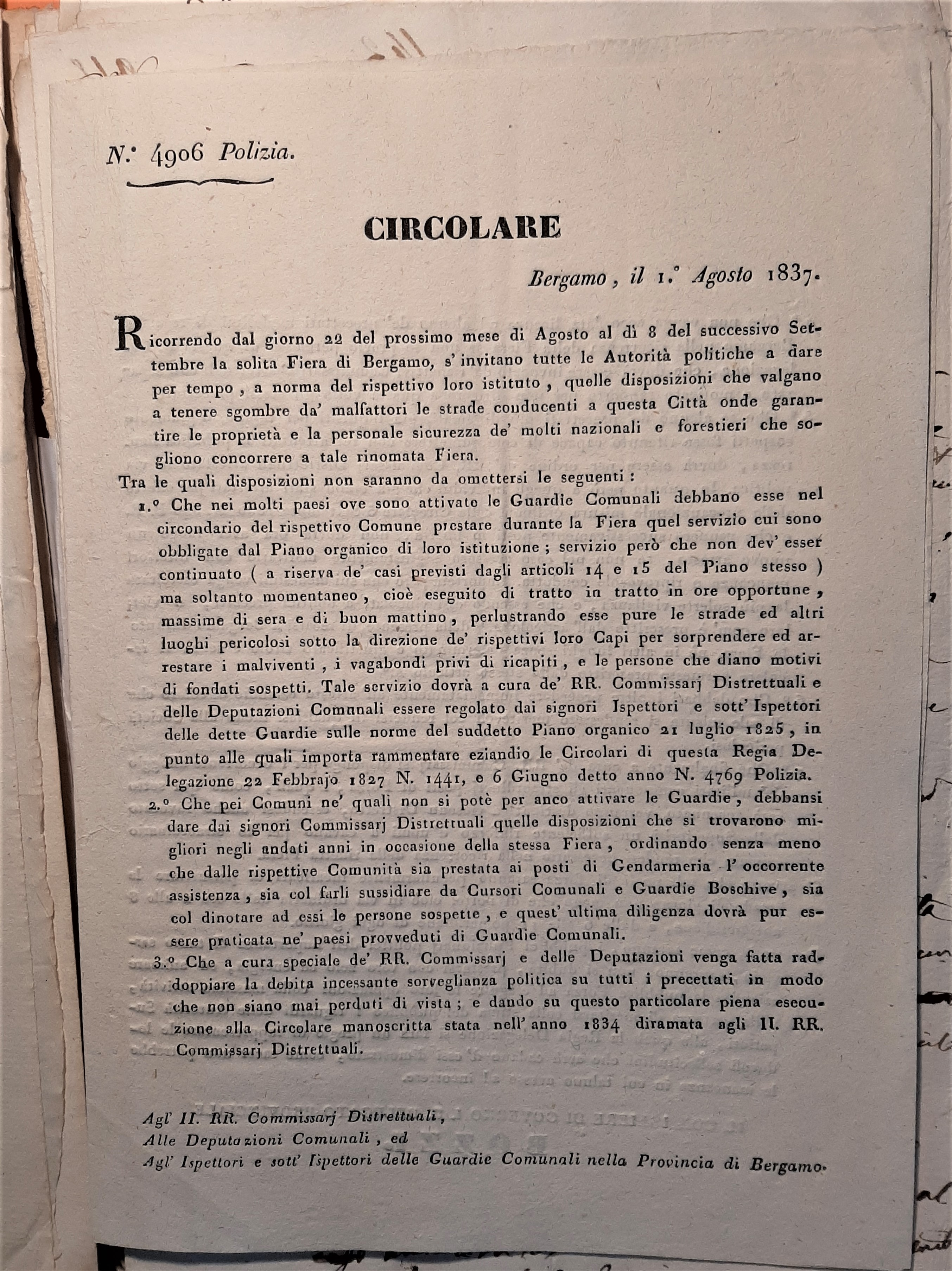
Circolare per la sicurezza della fiera del 1837

Nel 1770 venne allestito sul tratto che va dal sentierone a dove erano presenti le muraine un teatro in legno stabile Bolognesi, venne successivamente costruito in muratura e denominato Riccardi dal nome della compagnia che lo gestiva, solo nel 1897 verrà restaurato diventando quello che è il teatro Gaetano Donizetti.
Il XIX secolo fu un secolo di guerre che non favorirono il commercio internazionale, così come il cambiare dei regimi con i nuovi blocchi e dazi doganali imposti dalla Repubblica cisalpina, ma il periodo successivo la Restaurazione, permise l'apertura di nuove attività, promulgando la fiera come un punto importante di scambi commerciali, inoltre la costruzione di Porta nuova a opera di Giuseppe Cusi consentì un più facile accesso alla città. I periodi dal 1833 al 1843 furono quelli che videro nella fiera di Bergamo il più importante snodo commerciale del territorio italiano.
Gli anni dal Quattrocento e dell'Ottocento iniziò un declino irrimediabile della fiera, conseguenziale a tanti fattori commerciali e produttivi. L'epidemia del colera e la  crisi della bachicoltura, le conseguenze di moti rivoluzionari del 1848 1849 ridussero la fiera in un luogo di commercio piccolo e rionale. Il prato di sant'Alessandro fu urbanizzato, vennero distrutti i fabbricati ormai fatiscenti che occupavano il prato e sostituiti con nuovi palazzi e attività.